# 孫六温泉
孫六温泉（まごろくおんせん）は、秋田県仙北市乳頭温泉郷にある温泉。

## 泉質
- 単純硫黄泉

その効能から「山の薬湯」とも呼ばれている。源泉は4種類存在する。そのうち、石湯は足元湧出の青色をした湯が特徴である。内湯の源泉の色により、翌日の天気が予報できるとされる。源泉が濁った場合は翌日は雨が多く、透明な場合は晴れることが多い。登山客が、登山の際に天候の目安にしている。

## 温泉街
一軒宿の「孫六温泉」が存在する。鄙びた建物が多数存在する。唐子（からこ）の湯、内湯、石湯、打たせ湯がいずれも独立した湯小屋で存在する。また露天風呂もある。
同じく一軒宿の「黒湯温泉」とは、川を挟んですぐである（ただし徒歩のみ）。

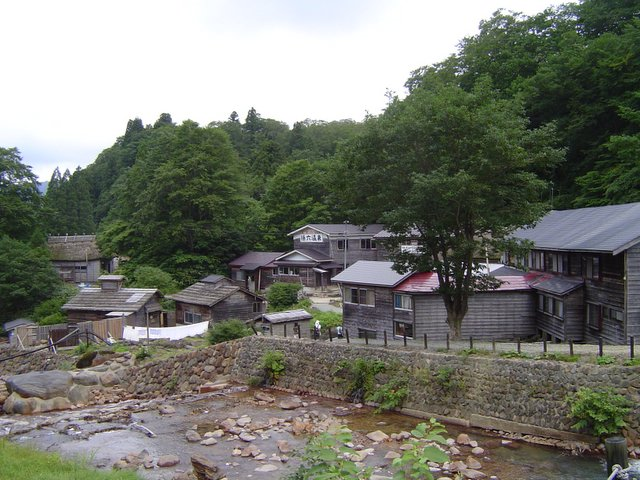
孫六温泉外観

## 歴史
発見は1902年（明治35年）、開業は1906年（明治39年）とされる。
発見者は農林技師の桜井某といわれる。当地を整備したのは田口久吉である。温泉で湯治を行い、その効能を知った田口は1906年（明治39年）に湯治場を開いた。その後長く湯治場として営業してきた。
1967年（昭和42年）10月19日、乳頭温泉郷の一部として国民保養温泉地に指定。
2020年代に入り人手不足で部屋を減らして営業していたが、2022年（令和4年）に後継者の不在と従業員の高齢化で事業継続が困難となり休業となった。その後、大仙市の東商事が運営を引き継ぐこととなり、客室を6室とし、2025年（令和7年）4月26日にリニューアルオープンした。

## アクセス
- 秋田新幹線田沢湖駅より羽後交通の路線バス「乳頭線」で約55分で終点。そこから徒歩約15分。

## 周辺
- 乳頭温泉郷
  - 黒湯温泉
  - 一本松温泉
  - 蟹場温泉
  - 大釜温泉
  - 妙乃湯温泉
  - 鶴の湯温泉